# Histoire des chemins de fer espagnols
 (janvier 2016).
Si vous disposez d'ouvrages ou d'articles de référence ou si vous connaissez des sites web de qualité traitant du thème abordé ici, merci de compléter l'article en donnant les références utiles à sa vérifiabilité et en les liant à la section « Notes et références ».

Carte d'Espagne avec les lignes à écartement ibérique actuelles. En rouge, les lignes hors service.

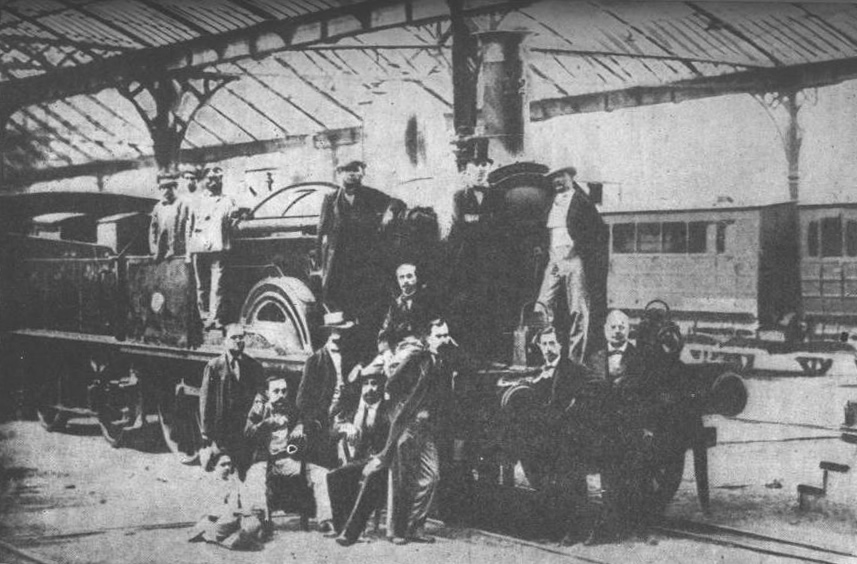
Constructeurs et techniciens de la ligne Barcelone-Mataró, vers 1848.

Au XIXe siècle, l'Espagne était l'un des pays les plus pauvres et les moins développés économiquement d'Europe occidentale. C'était aussi un pays instable sur le plan politique. En conséquence, l'arrivée du chemin de fer y fut relativement tardive. La première ligne construite dans la péninsule ibérique fut une courte ligne reliant Barcelone à Mataró mise en service en 1848, bien qu'à cette époque une ligne fût déjà en exploitation à Cuba, alors partie de l'empire espagnol. Ce n'est qu'à partir du moment où, dans les années 1850, l'investissement dans le secteur ferroviaire fut rendu plus attrayant pour les capitaux étrangers que la construction de voies ferrées à grande échelle put commencer.

## La question de l'écartement

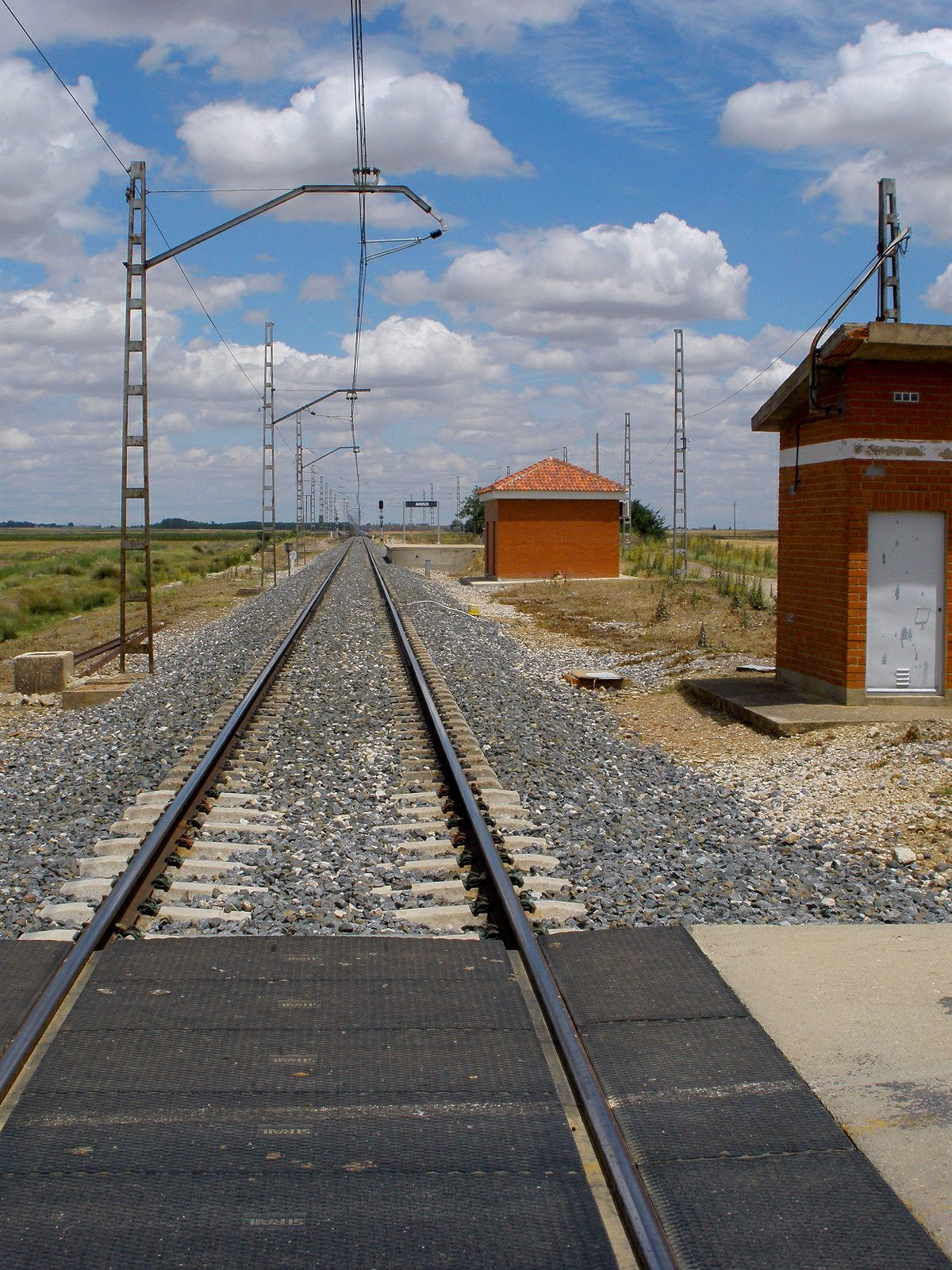
Écartement ibérique en Amusco, province de Palencia

L'une des décisions les plus lourdes de conséquences fut celle, prise très tôt, de construire le réseau ferré espagnol à l'écartement inhabituel de 1 674 mm (à peu près cinq pieds six pouces, soit six pieds castillans). Tout comme en Russie, ce choix d'écartement large fut influencé par le souvenir encore vivace de l'invasion napoléonienne. On pensait alors que l'incompatibilité des réseaux ferroviaires pouvait prévenir tout risque d'invasion par les trains militaires d'une France de nouveau conquérante. De ce fait, les chemins de fer portugais furent également construits à l'écartement large.
Cette décision politique, regrettée par la suite, sera considérée comme un obstacle au développement du commerce international. À cause du coût élevé de construction de lignes à écartement large, surtout en région montagneuse, le nombre de lignes de ce type sera limité tandis qu’un réseau important de lignes, à voie étroite et à vitesse très faible, sera construit dans les parties les plus pauvres de l'Espagne, en particulier dans le nord-ouest du pays, les isolant encore davantage.
Toutefois, dès la fin des années 1960, un dispositif d'adaptation des essieux au double écartement permet aux trains Talgo de pénétrer en France, tandis que les trains classiques verront leurs boggies convertis à la frontière, ce qui évitera aux voyageurs de changer de train.

## Développement

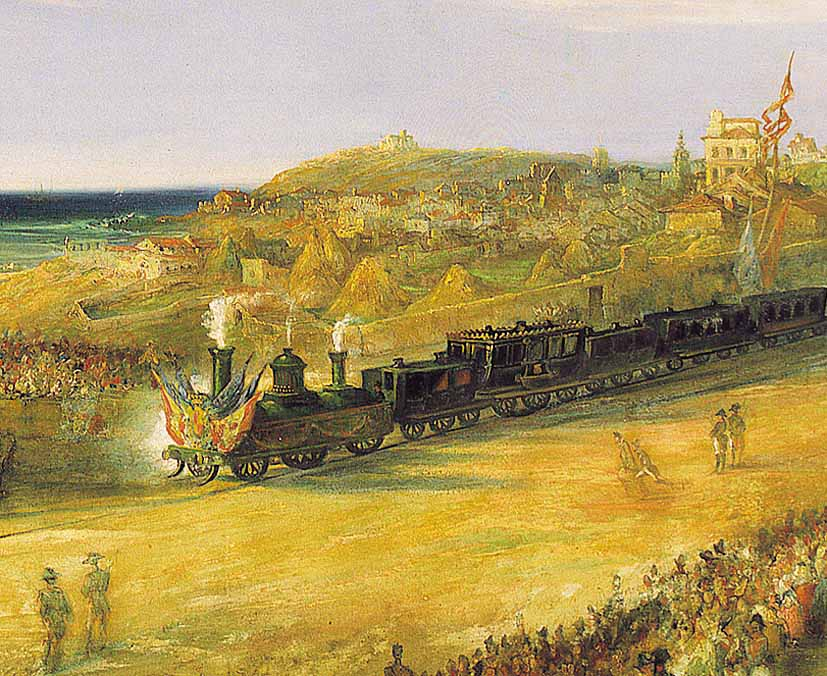
Inauguration du ferrocarril a Langreo. Peinture de Jenaro Pérez Villamil, 1852

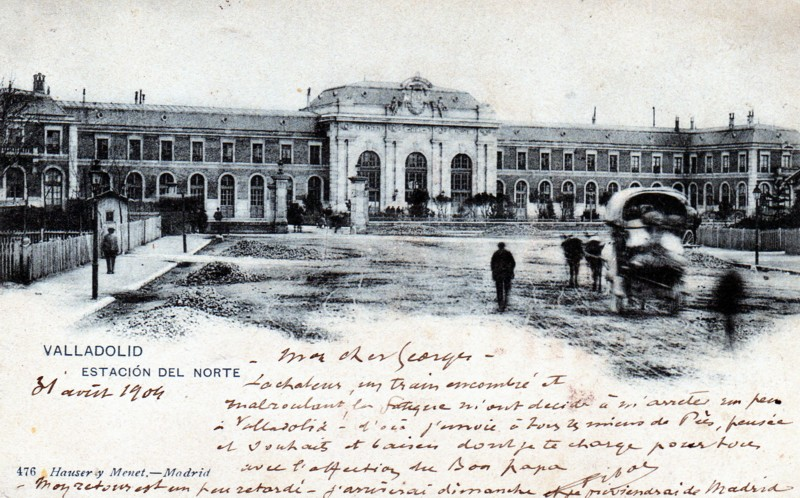
La gare de Valladolid vers 1901.

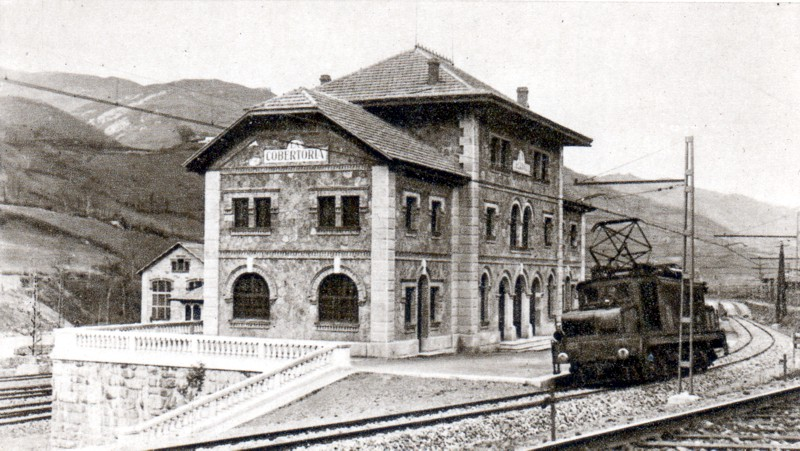
Une locomotive série 6100 sur une voie électrifiée en gare de La Cobertoria. 1925

Le réseau des lignes principales fut à peu près achevé dans les années 1870. Par voie de fusion et de rachats, quelques grandes compagnies émergent, comme la compañía de los Caminos de Hierros del Norte des frères Péreire, qui avait obtenue la concession de la ligne Madrid-Irun dès 1856, la Compañía de los ferrocarriles de Madrid a Zaragoza y Alicante (MZA) création espagnole des Rothschild (éternels concurrents des Péreire) qui s'implantera définitivement en Catalogne après fusion avec la Compañía de los ferrocarriles de Tarragona a Barcelona y Francia (TBF) le 1er janvier 1898, ou encore la Compañía de los Ferrocarriles Andaluces créée en mai 1877 par fusion des Compañía del ferrocarril de Cordoba a Malaga et Compañía del ferrocarril de Sevilla a Jerez y Cadiz. La situation est plus confuse dans l'ouest du pays, où plusieurs sociétés coexistent en desservant des régions économiquement pauvres : Ferrocarril de Medina a Zamora y de Orense a Vigo (MZOV), Sociedad del ferrocarril de Madrid a Caceres y Portugal (MCP), Compañía del ferrocarril de Salamanca a la frontera portuguesa (SFP), Compañía del ferrocarril de Medina del Campo a Salamanca, The West Galicia Railway Company Limited (WGR). En septembre 1928, toutes ces compagnies seront nationalisées pour intégrer la nouvelle Compañia nacional de los ferrocarriles del Oeste de España, ultime grand réseau apparu en Espagne. L'état, qui est amené à sauver de petites compagnies au bord de la faillite depuis la fin du XIXe siècle, intervient de plus en plus fréquemment, surtout à partir des années 1920. Le 3 juillet 1926, un décret crée la Jefatura de Explotación de Ferrocarriles por el Estado ou EFE. Du fait du faible développement économique de l'Espagne (jusqu'à une période récente), le réseau ferroviaire espagnol n'a jamais atteint la densité qu'il connaît dans la plupart des pays européens. Ainsi, par exemple, alors que l'Espagne a une superficie 2,5 fois plus grande que celle de la Grande-Bretagne, son réseau ferroviaire compte 3 000 km de moins.

## Guerre civile et franquisme

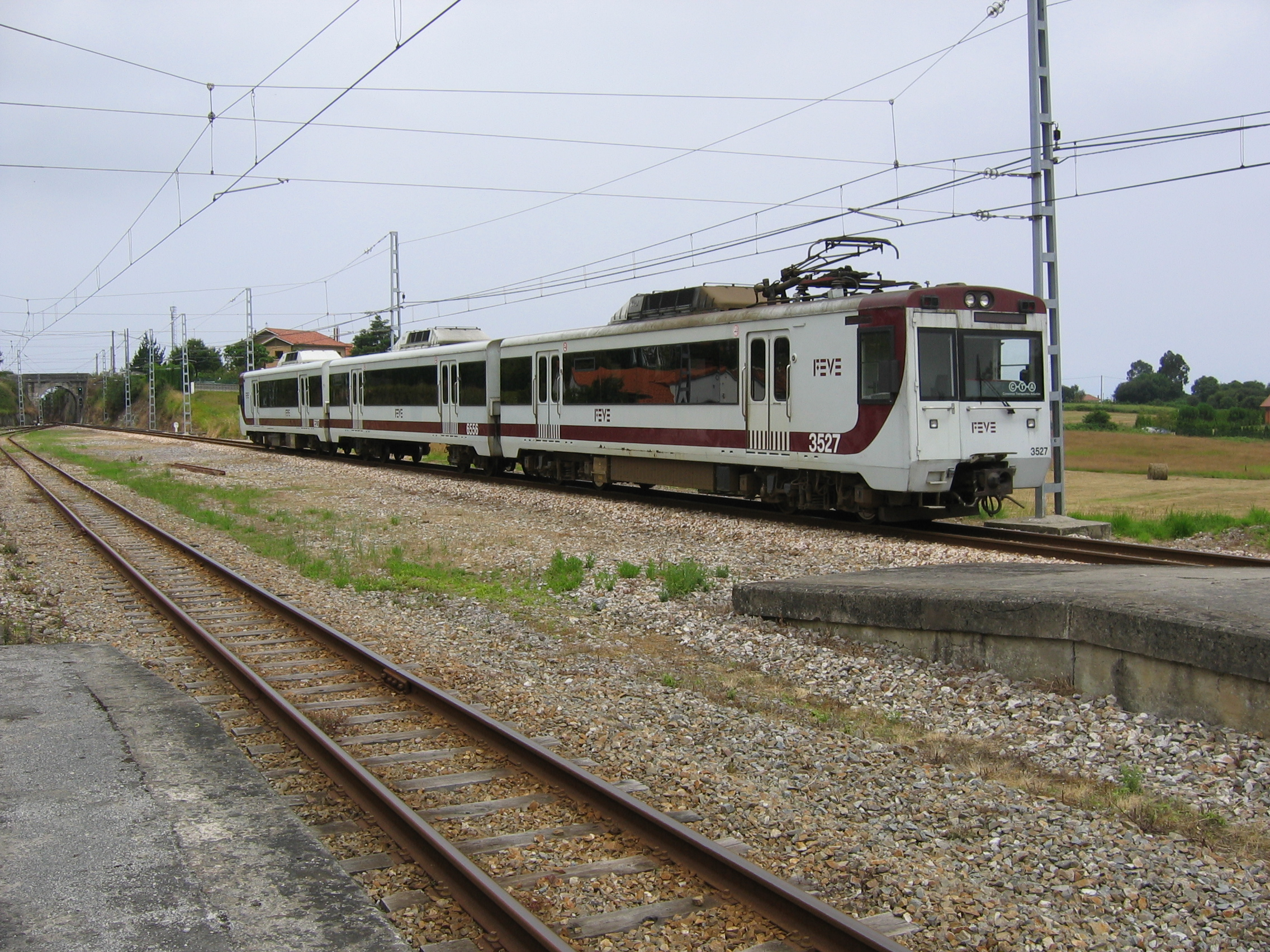
FEVE: Ferroviaire en Voie étroite

Pendant la Guerre civile espagnole dans les années 1930 le réseau ferroviaire fut gravement endommagé. Immédiatement après la guerre, le régime franquiste nationalisa le réseau à écartement large, et en 1941 la Renfe fut créée. Le réseau à voie étroite fut nationalisé à son tour dans les années 1950, donnant naissance plus tard aux Ferrocarriles de vía estrecha (Feve).
Le rétablissement du système ferroviaire après la guerre demanda de nombreuses années. Même s'il était courant dans les années 1950 de voir des trains express tractés par des locomotives à vapeur centenaires sur des voies en piteux état, comme dans d'autres nations d'Europe, des trains automoteurs rapides, les TER (Tren Espanol rapido) ou TAF (Train automoteur Fiat) mais surtout le révolutionnaire train articulé de l'ingénieur Oriol, le fameux Talgo, donnèrent une nouvelle image des Chemins de fer espagnols. L'Espagne est admise, dès 1969, dans le prestigieux réseau Trans-Europ-Express avec le Catalan-Talgo Barcelone-Genève via le sud de la France. En 1969 toujours, naissance du rapide direct Paris-Madrid, la Puerta-del-sol et à l'été 1975 d'un autre Talgo le Barcelona-Talgo Paris-Barcelone. Après la mort du général Franco, à la fin de 1975 et l'instauration de la Monarchie voulue par lui, le réseau ferré espagnol continue à se moderniser encore et à rattraper le reste de l'Europe.

## Monarchie actuelle

### Décentralisation
Après la décentralisation intervenue en Espagne en 1976, les lignes à voie étroite qui étaient dans les limites des communautés autonomes d'Espagne furent détachées des Feve et placées sous la compétence des gouvernements régionaux, qui créèrent, entre autres, Eusko Trenbideak et les Ferrocarrils de la Generalitat de Catalunya. Les villes de Madrid (Métro de Madrid), Barcelone (Transports Metropolitans de Barcelona), Valence, Bilbao (Métro de Bilbao), Palma de Majorque et Séville disposent de services autonomes de métro.
- En 1985, sous le gouvernement de Felipe Gonzalez, un plan draconien de réduction des déficits ampute le réseau de très nombreuses liaisons stratégiques, jugées peu rentables, tel le nord-sud Ruta-del-plata Gijon-Séville ou encore Barcelone-Valence-Grenade et Alméria ainsi que de lignes secondaires jugées sans importance, sans compter la suppression (Salamanque-Porto) ou la réduction (un seul train quotidien Madrid-Lisbonne!) de relations déjà peu nombreuses avec son voisin portugais. Alors que l'Espagne possède un réseau ferroviaire de faible densité par rapport à ceux des autres nations européennes, cet élagage rencontre l'incompréhension.

Malgré ces reculs, au cours des dernières années, les chemins de fer espagnols ont bénéficié d'importants investissements, en grande partie financés par des fonds européens.

### Création d'un réseau à écartement européen
Plus récemment, en 1992, une ligne à grande vitesse, à écartement normal, a été construite entre Madrid et Séville. En 2003 des services à grande vitesse ont été inaugurés sur la nouvelle ligne entre Madrid et Lérida, dont le prolongement vers Barcelone, ainsi que l´antenne Cordoue-Malaga et la LGV Madrid-Ségovie-Valladolid ont été inaugurées fin 2007. Le raccordement ultérieur, grâce à un tunnel international sous les Pyrénées, à Perpignan avec le réseau français des TGV, est à son tour prévu pour 2012. D'autres liaisons à grande vitesse sont en construction entre Madrid d´un côté et Valence, Alicante et Murcie de l´autre, aussi entre Madrid et St-Jacques-de-Compostelle. De nouvelles lignes sont projetées vers Lisbonne, Jaén, et la frontière française au Pays basque. Le réseau espagnol à grande vitesse est donc fortement centralisé, toutes les lignes partant de Madrid.
Les chemins de fer espagnols ont été la cible d'attentats commis par Al-Qaïda, dont les attentats à Madrid du 11 mars 2004 à la gare d'Atocha.

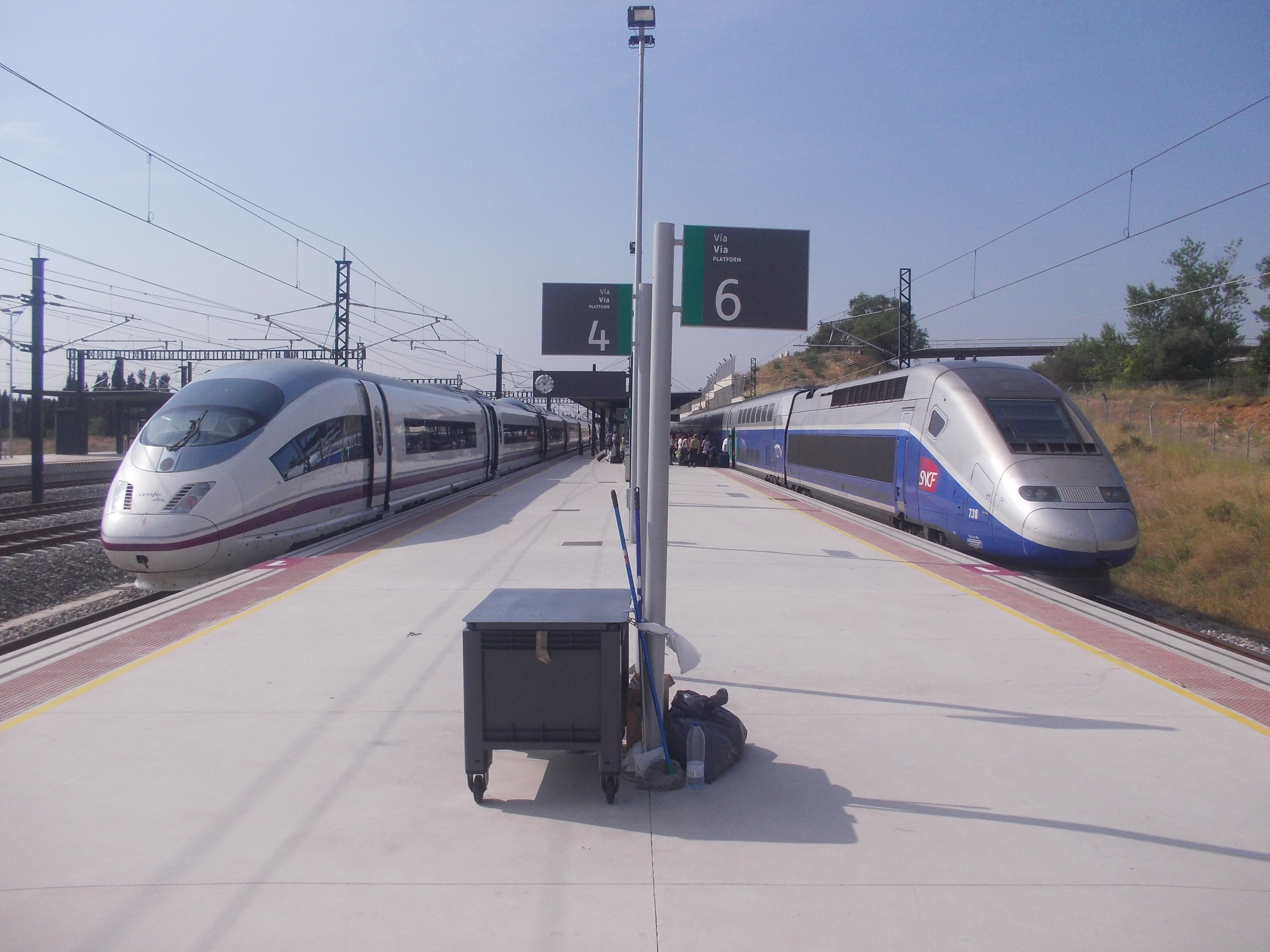
L' AVE Class 103 (Siemens Velaro) de la RENFE au terminus (temporaire en 2013) gare de Figueres Vilafant proche de la frontière française dans le nord de l'Espagne échangeant ses passagers internationaux avec la SNCF TGV Duplex à destination de Paris-Gare de Lyon.

Conséquence de la libéralisation du secteur des transports imposée par la Commission européenne, la Renfe est totalement réorganisée le 1er janvier 2005 sous le nom de Renfe Operadora et divisée en cinq directions générales : transports régionaux et de banlieue (Regionales y Cercanias), transports à grande vitesse, Marchandises, et maintenance intégrale des trains (MIT). De même, une administration des infrastructures ferroviaires (ADIF) est créée après fusion du GIF et de la Renfe.
L'ouverture à la concurrence des lignes de voyageurs à grande vitesse ne devrait pas se faire avant l'ouverture du rail français, en 2019, car c'est la poule aux œufs d'or.